# Козаччина
Козаччина (укр. Козаччина) — село в Борщёвской городской общине Чортковского района Тернопольской области Украины.
До 2020 года входило в Борщёвский район.
Код КОАТУУ — 6120884503. Население по переписи 2001 года составляло 410 человек.

## Географическое положение
Село Козаччина находится на левом берегу реки Ничлава,
выше по течению на расстоянии в 2,5 км расположено село Жилинцы,
ниже по течению примыкает село Лановцы.
Через село проходит автомобильная дорога Т-2002.

## История
- 1763 год — первое упоминание о селе.